# یکسوساز سلنیم

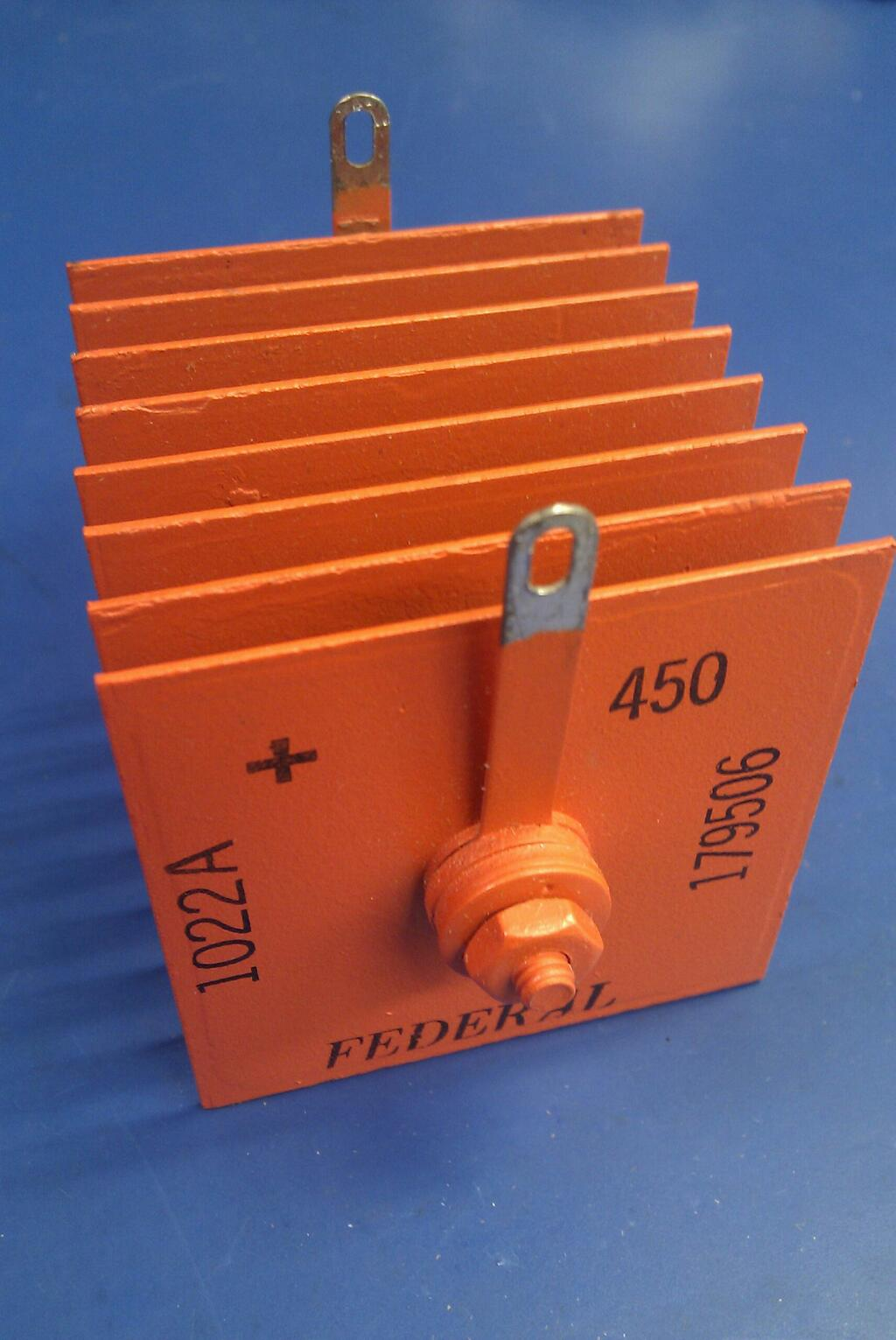
یکسوساز ۸ سلسله و ۱۶۰ ولت ۴۵۰ میلی‌آمپر با نام تجاری فدرال سلنیوم

یکسوساز سلنیم (به انگلیسی: Selenium rectifier) نوعی یکسوساز فلزی است که در سال ۱۹۳۳ اختراع شد.  آنها در منبع تغذیه تجهیزات الکترونیکی و در کاربردهای شارژر باتری با جریان زیاد مورد استفاده قرار گرفتند تا این‌که در اواخر دهه ۱۹۶۰ توسط یکسوسازهای دیود سیلیکونی از بین بروند. ورودی دینام در برخی از اتومبیل‌ها نتیجه یکسوسازهای سیلیکونی کم مصرف، کم هزینه و پرقدرت بود. این واحدها برخلاف واحدهای سلنیم که بزرگتر از قطعات سیلیکون بودند، به اندازه کافی کوچک بودند که در محفظه دینام قرار بگیرند.
خواص یکسوساز سلنیم، در بین دیگر نیم‌رساناها، بین سال‌های ۱۸۷۴ و ۱۸۸۳ توسط براون، شوستر و زیمنس مشاهده شد. ویژگی‌های فوتوالکتریک و یکسوسازی سلنیم نیز توسط آدامز و دی در سال ۱۸۷۶ و سی ایی فیتس در حدود ۱۸۸۶ مشاهده شد، اما دستگاه‌های یکسوسازی عملی تا دهه ۱۹۳۰ به‌طور معمول ساخته نمی‌شدند. در مقایسه با یکسوساز اکسید مس قبلی، سلول سلنیم می‌تواند در برابر ولتاژ بالاتر مقاومت کند، اما با ظرفیت جریانی پایین‌تر در واحد سطح.

## مطالعه بیشتر
- F.T. کتابچه راهنمای یکسوساز سلنیم؛ 2nd Ed؛ تلفن و رادیو فدرال؛ ۸۰ صفحه؛ 1953. (بایگانی)
- S.T. کتاب راهنمای یکسوساز سلنیم؛ چاپ اول؛ سارکس تارزیان؛ ۸۰ صفحه؛ 1950. (بایگانی)